# Ventastega curonica
La ventastega (Ventastega curonica) è uno stegocefalo estinto, vissuto nel Devoniano superiore (Famenniano, circa 365 milioni di anni fa). I suoi resti sono stati ritrovati in Lettonia.

## Resti enigmatici
Fino ai recenti studi compiuti su un altro tetrapode primitivo, Acanthostega, gli esemplari di Ventastega giacquero inosservati in un deposito di un museo, sotto la dicitura generica di "sarcopterigio non identificato". Un successivo studio dei resti ha permesso di riconoscere che queste ossa appartenevano a uno dei più completi tetrapodi devoniani. Si conosce gran parte del cranio, comprese le ossa del palato e della mandibola. Questi resti assomigliano molto a quelli di Acanthostega, anche se alcune caratteristiche della mandibola suggeriscono che la ventastega fosse meno evoluta. Lo scheletro postcranico dell'animale è molto meno completo: sono noti clavicola, cleitro, radio, parte della pelvi, alcune costole e i raggi della pinna caudale. Da questi resti si desume che la ventastega possedesse ancora molti caratteri da pesce.